# Allende (meteorito)
El meteorito Allende es la más grande condrita carbonácea encontrada sobre la Tierra. El bólido fue observado el 8 de febrero de 1969 a la 01:05 sobre el estado mexicano de Chihuahua. Debe su nombre al poblado mexicano homónimo donde cayó. Después de desintegrarse en la atmósfera se realizó una exhaustiva búsqueda para recolectar sus fragmentos, por lo que actualmente es considerado «el meteorito más estudiado de la historia».

## Caída
Se cree que la roca original debe haber tenido el tamaño de un automóvil viajando a través del espacio con rumbo a la Tierra a poco más de 15 km por segundo. A primera hora de la mañana del 8 de febrero de 1969 al norte de México, cerca de Pueblito de Allende (una localidad de la jurisdicción del mismo nombre), un inmenso bólido se acercó desde el sudoeste y encendió el cielo describiendo una trayectoria de decenas de km. Explotó y se desintegró produciendo miles de fragmentos de corteza fundida. Este es un típico fenómeno en las caídas de grandes rocas a través de la atmósfera debido al repentino efecto de rompimiento de la resistencia al aire. El Allende se ha convertido en uno de los meteoritos más distribuidos proveyendo una gran cantidad de rocas como material de estudio, lejos de cualquier otra caída de condrita carbonácea conocida hasta ahora.

## Clasificación

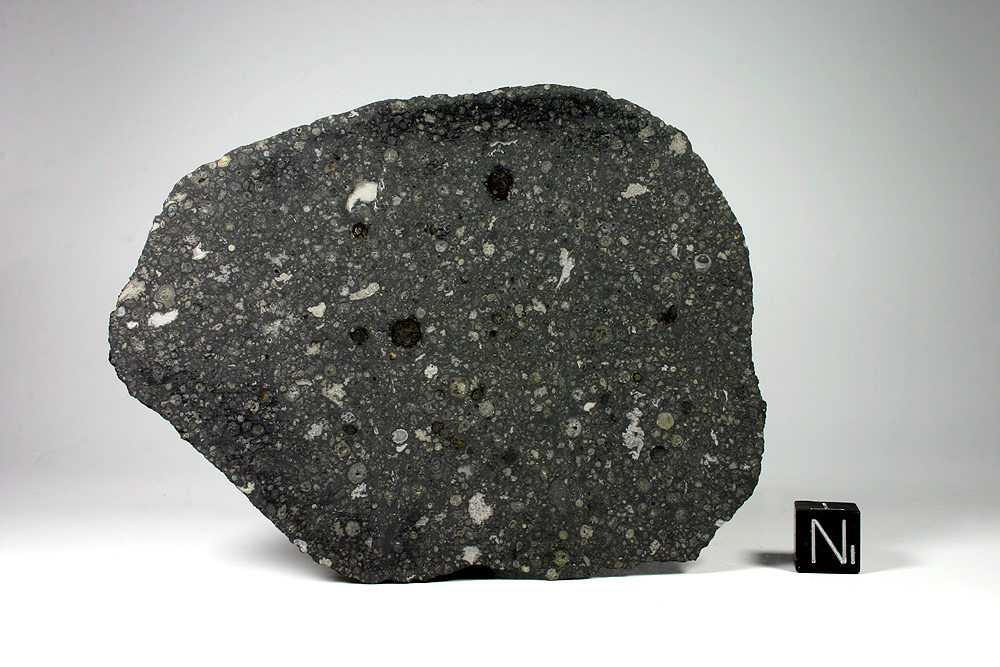
Corte de un fragmento. Se observan cóndrulos e inclusiones de Calcio-aluminio incrustados en la base gris plateada.

Es un meteorito clasificado dentro del grupo de las condritas carbonáceas, siendo este el más grande en su tipo. Los meteoritos de este tipo son de gran interés científico, dado que su estructura se remonta a los mismos orígenes del sistema solar. Antes de la caída del Allende los meteoritos de este tipo eran raros.
En el 2012 se encontró en Allende un nuevo mineral, un óxido de titanio, al que se le dio el nombre de pangüita.